# Élections municipales de 2021 dans Avignon
Pour un article plus général, voir Élections municipales de 2021 en Gaspésie–Îles-de-la-Madeleine.
Cet article concerne les élections municipales de 2021 en Gaspésie–Îles-de-la-Madeleine dans la municipalité régionale de comté d'Avignon.

## Carleton-sur-Mer
|             | Élection (2017)                                                                                | Dissolution (2021)                                                                              | Élection (2021)                                                                                |
| Maire       | Mathieu Lapointe                                                                               | Mathieu Lapointe                                                                                | Mathieu Lapointe                                                                               |
| Conseillers | Steven Parent Marie-Hélène Richard Jean-Simon Landry Antoine Audet David Landry Denise Leblanc | Steven Parent Marie-Hélène Richard Jean-Simon Landry Alain Turcotte David Landry Denise Leblanc | Régis Leblanc Esteban Figueroa Jean-Simon Landry Alain Turcotte Sylvie Tremblay Denise Leblanc |

| Candidats pour la mairie    | Vote            | %               |
| --------------------------- | --------------- | --------------- |
| Mathieu Lapointe (Sortante) | Sans opposition | Sans opposition |

| Candidats conseiller #1 | Vote            | %               |
| ----------------------- | --------------- | --------------- |
| Régis Leblanc           | Sans opposition | Sans opposition |

| Candidats conseiller #2 | Vote            | %               |
| ----------------------- | --------------- | --------------- |
| Esteban Figueroa        | Sans opposition | Sans opposition |

| Candidats conseiller #3     | Vote            | %               |
| --------------------------- | --------------- | --------------- |
| Jean-Simon Landry (Sortant) | Sans opposition | Sans opposition |

| Candidats conseiller #4  | Vote            | %               |
| ------------------------ | --------------- | --------------- |
| Alain Turcotte (Sortant) | Sans opposition | Sans opposition |

| Candidats conseiller #5 | Vote            | %               |
| ----------------------- | --------------- | --------------- |
| Sylvie Tremblay         | Sans opposition | Sans opposition |

| Candidats conseiller #6  | Vote            | %               |
| ------------------------ | --------------- | --------------- |
| Daniel Leblanc (Sortant) | Sans opposition | Sans opposition |

- Démission de Sylvie Tremblay, conseillère #5, en juillet 2023 en raison de son déménagement hors de la municipalité[1].

- Élection d'Amélie Dallaire au poste de conseillère #5 le 3 décembre 2023[2],[3].

| Candidats conseiller #5 | Vote       | %     |
| ----------------------- | ---------- | ----- |
| Amélie Dallaire         | 220        | 58,20 |
| Tanya McNaughton        | 167        | 41,80 |
| Total                   | 378        | 100   |
| Participation           | 387 / 3501 | 11,00 |

## Escuminac
|             | Élection (2017)                                                                        | Dissolution (2021)                                                                           | Élection (2021)                                                                              |
| Maire       | Robert Bruce Wafer                                                                     | Robert Bruce Wafer                                                                           | Robert Bruce Wafer                                                                           |
| Conseillers | Robert Belzile André Girard Léon Arseneault André Landry Rock Savoie Sarah Jane Parent | Robert Belzile Georges Landry Léon Arseneault Jean-Marc Vallée Rock Savoie Sarah Jane Parent | Robert Belzile Maxime Cellard Léon Arseneault Raymond Perkinson Rock Savoie Jean-Marc Vallée |

| Candidats pour la mairie     | Vote            | %               |
| ---------------------------- | --------------- | --------------- |
| Robert Bruce Wafer (Sortant) | Sans opposition | Sans opposition |

| Candidats conseiller #1 | Vote            | %               |
| ----------------------- | --------------- | --------------- |
| Robert Belzile          | Sans opposition | Sans opposition |

| Candidats conseiller #2 | Vote            | %               |
| ----------------------- | --------------- | --------------- |
| Maxime Cellard          | Sans opposition | Sans opposition |

| Candidats conseiller #3   | Vote            | %               |
| ------------------------- | --------------- | --------------- |
| Léon Arseneault (Sortant) | Sans opposition | Sans opposition |

| Candidats conseiller #4 | Vote            | %               |
| ----------------------- | --------------- | --------------- |
| Raymond Perkinson       | Sans opposition | Sans opposition |

| Candidats conseiller #5 | Vote            | %               |
| ----------------------- | --------------- | --------------- |
| Roch Savoie (Sortant)   | Sans opposition | Sans opposition |

| Candidats conseiller #6    | Vote            | %               |
| -------------------------- | --------------- | --------------- |
| Jean-Marc Vallée (Sortant) | Sans opposition | Sans opposition |

## L'Ascension-de-Patapédia
|             | Élection (2017)                                                                                        | Dissolution (2021)                                                                                     | Élection (2021)                                                                                          |
| Maire       | Guy Richard                                                                                            | Guy Richard                                                                                            | Guy Richard                                                                                              |
| Conseillers | Françoise Gallant Marie-Marthe Chabot Jean-Guy Francoeur Louisette Chiasson Marc Couture Omer Litalien | Françoise Gallant Marie-Marthe Chabot Jean-Guy Francoeur Louisette Chiasson Marc Couture Omer Litalien | Françoise Gallant Marie-Marthe Chabot Jean-Guy Francoeur Louisette Chiasson Marc Couture Nancy Arsenault |

| Candidats pour la mairie | Vote            | %               |
| ------------------------ | --------------- | --------------- |
| Guy Richard (Sortant)    | Sans opposition | Sans opposition |

| Candidats conseiller #1      | Vote            | %               |
| ---------------------------- | --------------- | --------------- |
| Françoise Gallant (Sortante) | Sans opposition | Sans opposition |

| Candidats conseiller #2        | Vote            | %               |
| ------------------------------ | --------------- | --------------- |
| Marie-Marthe Chabot (Sortante) | Sans opposition | Sans opposition |

| Candidats conseiller #3      | Vote            | %               |
| ---------------------------- | --------------- | --------------- |
| Jean-Guy Francoeur (Sortant) | Sans opposition | Sans opposition |

| Candidats conseiller #4       | Vote            | %               |
| ----------------------------- | --------------- | --------------- |
| Louisette Chiasson (Sortante) | Sans opposition | Sans opposition |

| Candidats conseiller #5 | Vote            | %               |
| ----------------------- | --------------- | --------------- |
| Marc Couture (Sortant)  | Sans opposition | Sans opposition |

| Candidats conseiller #6 | Vote            | %               |
| ----------------------- | --------------- | --------------- |
| Nancy Arsenault         | Sans opposition | Sans opposition |

## Maria
|             | Élection (2017)                                                                             | Dissolution (2021)                                                                          | Élection (2021)                                                                         |
| Maire       | Christian Leblanc                                                                           | Christian Leblanc                                                                           | Jean-Claude Landry                                                                      |
| Conseillers | Daniel Audet Louis-Marie Guité David Philippe Guy Loubert Guylaine Audet Jean-Claude Landry | Daniel Audet Louis-Marie Guité David Philippe Guy Loubert Guylaine Audet Jean-Claude Landry | Daniel Audet Cindy Gagné David Philippe France Leblanc Guylaine Audet Patricia Chartier |

| Taux de participation :                | Taux de participation :                | Taux de participation :                | Taux de participation :                | Taux de participation :                | 34,9 % |
| Nombre de votes valides :              | Nombre de votes valides :              | Nombre de votes valides :              | Nombre de votes valides :              | Nombre de votes valides :              | 1 054  |
| Nombre de votes rejetées à la mairie : | Nombre de votes rejetées à la mairie : | Nombre de votes rejetées à la mairie : | Nombre de votes rejetées à la mairie : | Nombre de votes rejetées à la mairie : | 17     |
| Nombre d'électeurs inscrits :          | Nombre d'électeurs inscrits :          | Nombre d'électeurs inscrits :          | Nombre d'électeurs inscrits :          | Nombre d'électeurs inscrits :          | 2 715  |

| Candidats pour la mairie                      | Vote | %     |
| --------------------------------------------- | ---- | ----- |
| Jean-Claude Landry (Sortant d'un autre poste) | 767  | 72,91 |
| Cathie Belley                                 | 285  | 27,09 |

| Candidats conseiller #1 | Vote | %     |
| ----------------------- | ---- | ----- |
| Daniel Audet (Sortant)  | 732  | 70,66 |
| Patrick Guité           | 304  | 29,34 |

| Candidats conseiller #2     | Vote | %     |
| --------------------------- | ---- | ----- |
| Cindy Gagné                 | 410  | 39,31 |
| Louise Fugère               | 359  | 34,42 |
| Louis-Marie Guité (Sortant) | 274  | 26,27 |

| Candidats conseiller #3  | Vote | %     |
| ------------------------ | ---- | ----- |
| David Philippe (Sortant) | 614  | 58,81 |
| Renaud Quilbé            | 430  | 41,19 |

| Candidats conseiller #4 | Vote | %     |
| ----------------------- | ---- | ----- |
| France Leblanc          | 669  | 64,51 |
| José Caissy             | 368  | 35,49 |

| Candidats conseiller #5   | Vote | %     |
| ------------------------- | ---- | ----- |
| Guylaine Audet (Sortante) | 676  | 65,25 |
| Jeanne Manseau-Noël       | 360  | 34,75 |

| Candidats conseiller #6 | Vote            | %               |
| ----------------------- | --------------- | --------------- |
| Patricia Chartier       | Sans opposition | Sans opposition |

## Matapédia
|             | Élection (2017)                                                                          | Dissolution (2021)                                                 | Élection (2021)                                                                       |
| Maire       | Nicole Lagacé                                                                            | Nicole Lagacé                                                      | Nicole Lagacé                                                                         |
| Conseillers | Brian George Cooke Martine Lévesque Linda Pitre Daniel Bélanger Dany Gallant Serge Denis | Brian George Cooke Martine Lévesque Linda Pitre Vacant Serge Denis | Brian George Cooke Martine Lévesque Aucune candidature Caroline Pelletier Serge Denis |

| Candidats pour la mairie | Vote            | %               |
| ------------------------ | --------------- | --------------- |
| Nicole Lagacé (Sortante) | Sans opposition | Sans opposition |

| Candidats conseiller #1      | Vote            | %               |
| ---------------------------- | --------------- | --------------- |
| Brian George Cooke (Sortant) | Sans opposition | Sans opposition |

| Candidats conseiller #2     | Vote            | %               |
| --------------------------- | --------------- | --------------- |
| Martine Lévesque (Sortante) | Sans opposition | Sans opposition |

| Candidats conseiller #3 | Vote | % |
| ----------------------- | ---- | - |
| Aucune candidature      |      |   |

| Candidats conseiller #4 | Vote | % |
| ----------------------- | ---- | - |
| Aucune candidature      |      |   |

| Candidats conseiller #5 | Vote            | %               |
| ----------------------- | --------------- | --------------- |
| Caroline Pelletier      | Sans opposition | Sans opposition |

| Candidats conseiller #6 | Vote            | %               |
| ----------------------- | --------------- | --------------- |
| Serge Denis (Sortant)   | Sans opposition | Sans opposition |

- Élection sans opposition de Sylvia Gallant au poste de conseillère #3 et élection de Mylène Lagacé au poste de conseillère # 4 le 19 décembre 2021[4].

| Candidats conseiller #3 | Vote            | %               |
| ----------------------- | --------------- | --------------- |
| Sylvia Gallant          | Sans opposition | Sans opposition |

| Candidats conseiller #4 | Vote | %     |
| ----------------------- | ---- | ----- |
| Mylène Lagacé           | 113  | 97,41 |
| Michel R. Allard        | 3    | 2,59  |
| Bulletins rejetés       | 8    |       |

## Nouvelle
|             | Élection (2017)                                                                       | Dissolution (2021)                                                                      | Élection (2021)                                                                             |
| Maire       | Richard St-Laurent                                                                    | Yvan St-Pierre                                                                          | Rachel Dugas                                                                                |
| Conseillers | Geneviève Labillois David Landry Rémi Caissy Rachel Dugas Julie Allain Yvan St-Pierre | Geneviève Labillois David Landry Rémi Caissy Rachel Dugas Julie Allain Sandra McBrearty | Geneviève Labillois Vanaly Leblanc Rémi Caissy Steven Olscamp Julie Allain Sandra McBrearty |

| Candidats pour la mairie | Vote | %     |
| ------------------------ | ---- | ----- |
| Rachel Dugas (Sortante)  | 727  | 94,17 |
| Yvanhoe Caissy           | 45   | 5,83  |

| Candidats conseiller #1        | Vote            | %               |
| ------------------------------ | --------------- | --------------- |
| Geneviève Labillois (Sortante) | Sans opposition | Sans opposition |

| Candidats conseiller #2 | Vote | %     |
| ----------------------- | ---- | ----- |
| Vanaly Leblanc          | 440  | 57,37 |
| Denis Richard           | 250  | 32,59 |
| Jonathan Dufresne       | 77   | 10,04 |

| Candidats conseiller #3 | Vote            | %               |
| ----------------------- | --------------- | --------------- |
| Rémi Caissy (Sortant)   | Sans opposition | Sans opposition |

| Candidats conseiller #4 | Vote | %     |
| ----------------------- | ---- | ----- |
| Steven Olscamp          | 490  | 63,72 |
| Paul Leclerc            | 279  | 36,28 |

| Candidats conseiller #5 | Vote            | %               |
| ----------------------- | --------------- | --------------- |
| Julie Allain (Sortante) | Sans opposition | Sans opposition |

| Candidats conseiller #6     | Vote            | %               |
| --------------------------- | --------------- | --------------- |
| Sandra McBrearty (Sortante) | Sans opposition | Sans opposition |

## Pointe-à-la-Croix
|             | Élection (2017)                                                                                 | Dissolution (2021)                                                                              | Élection (2021)                                                                                             |
| Maire       | Pascal Bujold                                                                                   | Pascal Bujold                                                                                   | Pascal Bujold                                                                                               |
| Conseillers | Patrick Charland Lise Bourg Jean-Daniel Picard Marc Lord Marie-Christine Langlois Cindy Leblanc | Patrick Charland Lise Bourg Jean-Daniel Picard Marc Lord Marie-Christine Langlois Cindy Leblanc | Marie-Christine Langlois Tara-Lynn Bujold Mathieu Ferguson Dufour Marc Lord Sylvain Robichaud Cindy Leblanc |

| Taux de participation :                | Taux de participation :                | Taux de participation :                | Taux de participation :                | Taux de participation :                | 30,1 % |
| Nombre de votes valides :              | Nombre de votes valides :              | Nombre de votes valides :              | Nombre de votes valides :              | Nombre de votes valides :              | 713    |
| Nombre de votes rejetées à la mairie : | Nombre de votes rejetées à la mairie : | Nombre de votes rejetées à la mairie : | Nombre de votes rejetées à la mairie : | Nombre de votes rejetées à la mairie : | 5      |
| Nombre d'électeurs inscrits :          | Nombre d'électeurs inscrits :          | Nombre d'électeurs inscrits :          | Nombre d'électeurs inscrits :          | Nombre d'électeurs inscrits :          | 2 384  |

| Candidats pour la mairie | Vote | %     |
| ------------------------ | ---- | ----- |
| Pascal Bujold (Sortant)  | 497  | 69,71 |
| Jean-Paul Audy           | 216  | 30,29 |

| Candidats conseiller #2             | Vote | %     |
| ----------------------------------- | ---- | ----- |
| Marie-Christine Langlois (Sortante) | 447  | 62,43 |
| Claude Audet                        | 269  | 37,57 |

| Candidats conseiller #2 | Vote | %     |
| ----------------------- | ---- | ----- |
| Tara-Lynn Bujold        | 477  | 67,76 |
| Julien Vallières        | 118  | 16,76 |
| Gail Parker             | 109  | 15,48 |

| Candidats conseiller #3 | Vote            | %               |
| ----------------------- | --------------- | --------------- |
| Mathieu Ferguson Dufour | Sans opposition | Sans opposition |

| Candidats conseiller #4 | Vote            | %               |
| ----------------------- | --------------- | --------------- |
| Marc Lord (Sortant)     | Sans opposition | Sans opposition |

| Candidats conseiller #5 | Vote            | %               |
| ----------------------- | --------------- | --------------- |
| Sylvain Robichaud       | Sans opposition | Sans opposition |

| Candidats conseiller #6  | Vote | %     |
| ------------------------ | ---- | ----- |
| Cindy Leblanc (Sortante) | 464  | 64,00 |
| Christian Lavoie         | 261  | 36,00 |

- Départ de Sylvain Robichaud, conseiller #5, en octobre 2023[5].

- Élection de Gloris Arsenault au poste de conseiller #5 le 17 décembre 2023[6].

| Candidats conseiller #5 | Vote        | %     |
| ----------------------- | ----------- | ----- |
| Gloris Arsenault        | 91          | 44,61 |
| Luc Litalien            | 72          | 35,29 |
| Jean-Pierre Lapierre    | 41          | 20,10 |
| Nombre de votes rejetés | 1           |       |
| Taux de participation   | 205 / 2 395 | 8,56  |

## Ristigouche-Partie-Sud-Est
|             | Élection (2017)                                                              | Dissolution (2021)                                                                        | Élection (2021)                                                                                   |
| Maire       | François Boulay                                                              | David Ferguson                                                                            | David Ferguson                                                                                    |
| Conseillers | Roger McGrath Lucien Leblanc Aucune candidature Chantal Lebel David Ferguson | Daniel Charest Lucien Leblanc Francis Lévesque Bertrand Breton Chantal Lebel Mélanie Côté | Daniel Charest Lucien Leblanc Francis Lévesque Marie-Ève Nadeau Sabrina Landry-Court Mélanie Côté |

| Candidats pour la mairie | Vote            | %               |
| ------------------------ | --------------- | --------------- |
| David Ferguson (Sortant) | Sans opposition | Sans opposition |

| Candidats conseiller #1  | Vote            | %               |
| ------------------------ | --------------- | --------------- |
| Daniel Charest (Sortant) | Sans opposition | Sans opposition |

| Candidats conseiller #2  | Vote            | %               |
| ------------------------ | --------------- | --------------- |
| Lucien Leblanc (Sortant) | Sans opposition | Sans opposition |

| Candidats conseiller #3    | Vote            | %               |
| -------------------------- | --------------- | --------------- |
| Francis Lévesque (Sortant) | Sans opposition | Sans opposition |

| Candidats conseiller #4   | Vote | %     |
| ------------------------- | ---- | ----- |
| Marie-Ève Nadeau          | 48   | 60,76 |
| Bertrand Breton (Sortant) | 31   | 39,24 |

| Candidats conseiller #5 | Vote            | %               |
| ----------------------- | --------------- | --------------- |
| Sabrina Landry-Court    | Sans opposition | Sans opposition |

| Candidats conseiller #6 | Vote            | %               |
| ----------------------- | --------------- | --------------- |
| Mélanie Côté (Sortante) | Sans opposition | Sans opposition |

## Saint-Alexis-de-Matapédia
|             | Élection (2017)                                                                                | Dissolution (2021)                                                                  | Élection (2021)                                                                         |
| Maire       | Guy Gallant                                                                                    | Cynthia Dufour                                                                      | Cynthia Dufour                                                                          |
| Conseillers | Alain Poitras Cynthia Dufour Mario Martin Maurice Gallant Marie-Claude Gallant Normand Richard | Alain Poitras Vacant Mario Martin Pierre Denis Marie-Claude Gallant Normand Richard | Alain Poitras Sylvie Dufour Mario Martin Pierre Denis Jacques O. Dufour Normand Richard |

| Candidats pour la mairie  | Vote            | %               |
| ------------------------- | --------------- | --------------- |
| Cynthia Dufour (Sortante) | Sans opposition | Sans opposition |

| Candidats conseiller #1 | Vote            | %               |
| ----------------------- | --------------- | --------------- |
| Alain Poitras (Sortant) | Sans opposition | Sans opposition |

| Candidats conseiller #2 | Vote            | %               |
| ----------------------- | --------------- | --------------- |
| Sylvie Dufour           | Sans opposition | Sans opposition |

| Candidats conseiller #3 | Vote            | %               |
| ----------------------- | --------------- | --------------- |
| Mario Martin (Sortant)  | Sans opposition | Sans opposition |

| Candidats conseiller #4 | Vote            | %               |
| ----------------------- | --------------- | --------------- |
| Pierre Denis (Sortant)  | Sans opposition | Sans opposition |

| Candidats conseiller #5 | Vote            | %               |
| ----------------------- | --------------- | --------------- |
| Jacques O. Dufour       | Sans opposition | Sans opposition |

| Candidats conseiller #6   | Vote            | %               |
| ------------------------- | --------------- | --------------- |
| Normand Richard (Sortant) | Sans opposition | Sans opposition |

## Saint-André-de-Restigouche
|             | Élection (2017)                                                                                     | Dissolution (2021)                                                                                  | Élection (2021)                                                                               |
| Maire       | Doris Deschênes                                                                                     | Doris Deschênes                                                                                     | Doris Deschênes                                                                               |
| Conseillers | René Charest Elise Kelly Lacas Lucille Raymond Jacques-André Brunet Jean Paul Landry Edgard Boilard | Roch Gohier Elise Kelly Lacas Lucille Raymond Jacques-André Brunet Jean Paul Landry Simon Deschênes | Roch Gohier Tammy Arsenault Edgard Boilard Patrick Charest Aucune candidature Stéphane Benoit |

| Taux de participation :                | Taux de participation :                | Taux de participation :                | Taux de participation :                | Taux de participation :                | 81,5 % |
| Nombre de votes valides :              | Nombre de votes valides :              | Nombre de votes valides :              | Nombre de votes valides :              | Nombre de votes valides :              | 122    |
| Nombre de votes rejetées à la mairie : | Nombre de votes rejetées à la mairie : | Nombre de votes rejetées à la mairie : | Nombre de votes rejetées à la mairie : | Nombre de votes rejetées à la mairie : | 1      |
| Nombre d'électeurs inscrits :          | Nombre d'électeurs inscrits :          | Nombre d'électeurs inscrits :          | Nombre d'électeurs inscrits :          | Nombre d'électeurs inscrits :          | 151    |

| Candidats pour la mairie                    | Vote | %     |
| ------------------------------------------- | ---- | ----- |
| Doris Deschênes (Sortante)                  | 58   | 47,54 |
| Jean-Paul Landry (Sortant d'un autre poste) | 50   | 40,98 |
| Scott Irvine                                | 14   | 11,48 |

| Candidats conseiller #1 | Vote            | %               |
| ----------------------- | --------------- | --------------- |
| Roch Gohier (Sortant)   | Sans opposition | Sans opposition |

| Candidats conseiller #2 | Vote            | %               |
| ----------------------- | --------------- | --------------- |
| Tammy Arsenault         | Sans opposition | Sans opposition |

| Candidats conseiller #3 | Vote            | %               |
| ----------------------- | --------------- | --------------- |
| Edgard Boilard          | Sans opposition | Sans opposition |

| Candidats conseiller #4 | Vote            | %               |
| ----------------------- | --------------- | --------------- |
| Patrick Charest         | Sans opposition | Sans opposition |

| Candidats conseiller #5 | Vote | % |
| ----------------------- | ---- | - |
| Aucune candidature      |      |   |

| Candidats conseiller #6 | Vote            | %               |
| ----------------------- | --------------- | --------------- |
| Stéphane Benoit         | Sans opposition | Sans opposition |

- Déclaration de vacances du poste conseiller #6, Stéphane Benoit, lors de la séance du 6 décembre 2021[7].

- Élection de Jean-Paul Landry au poste de conseiller #5 le 19 décembre 2021[8].

| Candidats conseiller #5 | Vote     | %     |
| ----------------------- | -------- | ----- |
| Jean-Paul Landry        | 43       | 49,43 |
| Sylvie Charest          | 39       | 44,83 |
| Scott Irvine            | 5        | 5,75  |
| Bulletins rejetés       | 0        |       |
| Taux de participation   | 87 / 151 | 57,62 |

- Élection de Sylvie Charest au poste de conseillère #6 le 20 mars 2022[9].

| Candidats conseiller #5 | Vote | %   |
| ----------------------- | ---- | --- |
| Sylvie Charest          | n/d  | n/d |
| Scott Irvine            | n/d  | n/d |

- Départ de Patrick Charest, conseiller #4, en 2022.

- Élection de Jean-Marie St-Onge au poste de conseiller #4 le 15 janvier 2023[10].

| Candidats conseiller #4 | Vote     | %     |
| ----------------------- | -------- | ----- |
| Jean-Marie St-Onge      | 44       | 52,37 |
| François Therrien       | 33       | 39,29 |
| Scott Irvine            | 7        | 8,33  |
| Bulletins rejetés       | 2        |       |
| Taux de participation   | 86 / 149 | 57,72 |

- Départ d'Edgard Boilard, conseiller #3, en 2023.

- Élection sans opposition de Diane Turgeon au poste de conseillère #3 le 19 novembre 2023[11].

| Candidats conseiller #3 | Vote            | %               |
| ----------------------- | --------------- | --------------- |
| Diane Turgeon           | Sans opposition | Sans opposition |

## Saint-François-d'Assise
|             | Élection (2017)                                                                  | Dissolution (2021)                                                               | Élection (2021)                                                                    |
| Maire       | Ghislain Michaud                                                                 | Ghislain Michaud                                                                 | Ghislain Michaud                                                                   |
| Conseillers | Louis Plourde Nadine Gallant Rémi Lagacé René Lambert Danie Martin Martial Pitre | Louis Plourde Nadine Gallant Rémi Lagacé René Lambert Danie Martin Martial Pitre | Louis Plourde Mélissa Gauthier Rémi Lagacé René Lambert Danie Martin Martial Pitre |

| Candidats pour la mairie   | Vote            | %               |
| -------------------------- | --------------- | --------------- |
| Ghislain Michaud (Sortant) | Sans opposition | Sans opposition |

| Candidats conseiller #1 | Vote            | %               |
| ----------------------- | --------------- | --------------- |
| Louis Plourde (Sortant) | Sans opposition | Sans opposition |

| Candidats conseiller #2 | Vote            | %               |
| ----------------------- | --------------- | --------------- |
| Mélissa Gauthier        | Sans opposition | Sans opposition |

| Candidats conseiller #3 | Vote            | %               |
| ----------------------- | --------------- | --------------- |
| Rémi Lagacé (Sortant)   | Sans opposition | Sans opposition |

| Candidats conseiller #4 | Vote            | %               |
| ----------------------- | --------------- | --------------- |
| René Lambert (Sortant)  | Sans opposition | Sans opposition |

| Candidats conseiller #5 | Vote            | %               |
| ----------------------- | --------------- | --------------- |
| Danie Martin (Sortante) | Sans opposition | Sans opposition |

| Candidats conseiller #6 | Vote            | %               |
| ----------------------- | --------------- | --------------- |
| Martial Pitre (Sortant) | Sans opposition | Sans opposition |

- Décès de Ghislain Michaud, maire, le 10 octobre 2023[12]. Rémi Lagacé, conseiller #3, exerce la fonction de maire suppléant pendant l'intérim[13].

- Élection au poste de maire le 25 février 2024.